# 安东尼奥·皮佐尼亚
安东尼奥·皮佐尼亚（Antônio Pizzonia，1980年9月11日—）是一名巴西赛车手。参加过F1等赛事。

2002年皮佐尼亚成为威廉姆斯车队的一名试车手。

2003年加入美洲虎车队，成为正式车手。由于他一分未得的糟糕表现，赛季中段就被车队弃用，换上了贾斯汀·威尔森。

2004年他回到了威廉姆斯车队当试车手。德国站起参加了4场比赛，共获得6个积分。在比利时站上他甚至领跑了一小段时间，但最终由于机械故障而退出比赛。

2005年年初他本有希望与尼克·海菲尔德争夺威廉姆斯车队的一个正式车手席位，但最终失败，继续担任试车手。由于海菲尔德受头痛困扰，皮佐尼亚为威廉姆斯参加了2005赛季的最后5场比赛，共获得2个积分。